# Herennia etruscilla
Herennia etruscilla är en spindelart som beskrevs av Kuntner 2005. Herennia etruscilla ingår i släktet Herennia och familjen Nephilidae. Inga underarter finns listade i Catalogue of Life.